# 샘 재거
샘 제이거(Sam Jaeger, 영어 발음: /ˈdʒeɪgər/, 1977년 1월 29일 ~ )는 미국의 배우이다.

## 출연 작품

### 영화
- 럭키 넘버 슬레븐 (2006) - 닉 역
- 캐치 앤 릴리즈 (2006) - 데니스 역
- 트루스 어바웃 엠마누엘 (2013) - 토머스 역
- 타미 페이의 눈 (2021)
- 울프맨 (2025) - 그래디 로벨 역

### 텔레비전
- 페어런트후드 (2010-15)
- 핸드메이즈 테일 (2018-현재)